# Сердца Пандоры
«Сердца Пандоры» (яп. パンドラハーツ Пандора ха:цу, англ. Pandora Hearts) — манга и аниме. Автор оригинального сюжета — Дзюн Мотидзуки. Манга начала выходить в 2006 году в японском журнале GFantasy. Всего выпущено 24 тома.
25-серийное аниме, являющееся адаптацией манги и созданное студией Xebec, демонстрировалось в Японии с 3 апреля 2009 по 25 сентября 2009 года. В «Сердцах Пандоры» встречается множество отсылок на произведения Льюиса Кэрролла «Алиса в Стране чудес» и «Алиса в Зазеркалье». В 2021 году издательством «Азбука-Аттикус» начат выпуск манги в России в формате омнибуса (два танкобона в одной книге).

## Термины
- Цепи — существа, живущие в Бездне, которые ищут возможности для заключения контрактов с людьми. По условию контракта поедают людей, а взамен будто бы меняют прошлое контрактора. Но не все цепи едят людей — это зависит от того, нужно им это или нет. Цепями могут становиться незаконные контракторы, которые падают в Бездну, после того как стрелка на печати завершит оборот, люди, которые по какой-либо причине падают в Бездну и какие-либо неодушевлённые предметы, к примеру, игрушки.
- Законный контрактор — человек, который заключает контракт с цепью законным способом, придуманным «Пандорой»: цепь служит своему хозяину и не поедает людей, печати на груди нет. В этом случае контрактор не пьёт кровь цепи, а опускает в неё зеркальце. Все члены «Пандоры» носят эти зеркальные печати с собой — на шее в виде медальона. Такой контракт никогда не приведёт к сбросу контрактора в Бездну, но это сильно ограничивает их силы. Чаще всего вследствие такого контракта появляется побочный эффект — контрактор не стареет, однако остается смертным.
- Незаконный контрактор — человек, заключивший обычный контракт. На груди контрактора появляется печать, отмеряющая время, по истечении которого контрактор вместе с цепью проваливается в Бездну. Впоследствии в манге объяснялось, что именно такой способ заключения контракта являлся изначально истинным, но заключать контракты с цепями могли только люди из дома Баскервилль (печать, появляющаяся на груди такого контрактора, не имеет стрелки, а значит, бессрочна).
- «Пандора» — организация, курируемая герцогскими домами. Официально — организация, борющаяся за общественный порядок. На самом деле борется с незаконными контракторами и цепями, исследует Сабрийскую трагедию и Бездну, ищет Волю Бездны, чтобы заполучить её силу.
- Бездна — параллельное измерение, населённое цепями. В её сердце находится Воля Бездны, которая стала формой для Ядра Бездны. По легенде, туда попадают преступники. Бездна — начало всему и его же конец. В большей её части до появления Воли Бездны был свет и лишь в небольшой — тьма.
- Сабрийская трагедия — случившаяся около ста лет назад трагедия, вследствие которой город Сабрие (тогдашняя столица) и его жители провалились в Бездну. К Сабрийской трагедии относится и резня, устроенная Баскервиллями по приказу Глена.
- Ядро Бездны — центр Бездны, управляющий всем этим пространством. Лейси утверждала, что Ядро имело своё сознание. С Ядром могут вступать в контакт только люди, рождённые с глазами несчастья, то есть красноглазые. Они способны влиять на Ядро и искажать мир, отсюда и их опасность.
- Дети, приносящие несчастья (Дети несчастий) — люди, один или оба глаза которых имеют кроваво-красный цвет. Во времена Сабрийской Трагедии такие дети подвергались гонениям и нападкам со стороны окружающих — они считались исчадием Бездны. В манге упоминается, что алые глаза являются искажением, созданным человеком, выбранным Бездной, то есть тем, кто может стать Гленом Баскервиллем. Так у Лейси красные глаза из-за Освальда, а у Винсента из-за Гилберта. Красноглазые могут открывать Врата Бездны и вступать в контакт с Ядром Бездны. В манге известны трое таких людей: Лейси Баскервилль, Винсент Найтрей и Кевин Регнард (Зарксис Брейк).

## Сюжет

Персонажи Pandora Hearts

Жизнь Оза Безалия, сына одного из самых влиятельных герцогов, омрачена постоянным отсутствием его отца, который избегает и ненавидит своего сына. Ещё больше странностей принёс день совершеннолетия Оза — ему предъявляют обвинение, по которому грехом является сам факт его существования, после чего юношу низвергают в Бездну, параллельный мир с искажённым ходом времени, считающийся тюрьмой для тех, кто совершил тяжкие преступления. Там он встречает цепь — гигантского чёрного кролика, обернувшегося странной девушкой Алисой, которая ради своей выгоды подчиняет его жизнь себе, и они вместе совершают побег. Вместе со слугой Гилбертом они пытаются ответить на загадки прошлого и найти воспоминания Алисы.

## Персонажи

### Оз Безалий
Оз Безариус (яп. オズ ベザリウス Одзу Бэдзариусу)

Оз Безалий

- Возраст — 15 лет (+ 10 лет в Бездне).

Главный герой истории. Пятнадцатилетний мальчик со светлыми волосами и изумрудно-зелёными глазами из семьи Безариусов, отец которого — правящий лорд. Его мать была убита семьёй Найтрей, но, несмотря на это, он сохраняет свой оптимистичный и энергичный характер. История начинается, когда Озу исполняется пятнадцать. В этот же день он, прогуливаясь со своим слугой Гилбертом и своей младшей сестрой Адой, услышал мелодию. Когда он пошёл на звуки музыки, то вместе с Гилом провалился куда-то, где они нашли часы и неизвестную могилу. Тут Озу было видение, где он впервые видел Алису — она пыталась его убить. Перед церемонией совершеннолетия он впервые встречает Брейка и Шерон, пришедшую поздравить его от Дома Рейнсвортов. Озу сразу понравилась Шерон , и он захотел на ней жениться.
В пророчестве сказано, что когда некий избранный придёт к часам Спокойствия, некогда остановившимся, тогда часы пойдут снова. И вот когда Оз подходит во время церемонии ближе к часам, чтобы принести клятву, они начинают идти. Здесь Гил, контролируемый Баскервиллями, ранит Оза. Но появляется Чёрный Кролик-Алиса, чтобы показать мощь своих кроличьих лапок, после чего исчезает. Пытаясь сражаться с Баскервиллями, Оз ранит Гила, защищавшего одного из них. Он сдаётся, и Баскервилли отправляют его в бездну, назвав грехом само его существование. Попав в Бездну, Оз снова встречает там Алису, и, подвергшись нападкам со стороны цепей, заключает с ней незаконный контракт. После возвращения в реальный мир его встречают Ворон, Шерон и Брейк. Когда Алису выбили из Оза, он защитил её. Позднее согласился работать с Зарксисом Брейком, членом «Пандоры». Он хочет узнать смысл своего греха. Отправившись с Алисой и Вороном в особняк, где проходила церемония совершеннолетия, Оз узнаёт, что прошло уже 10 лет и настоящую личность Ворона (Гилберт Найтрей). Когда Гил, контролируемый Цвай, наставляет оружие на Оза, он даже не пытается сохранить себе жизнь, считая, что ему лучше умереть, но Гил вырывается из-под контроля.
Когда Оз был ребёнком, он старался заслужить похвалу и признание отца. Позже Оз узнал, что отец ненавидит его так, что не позволяет ребёнку даже прикасаться к нему. Раньше был уверен, что он слаб, и для того, чтобы защитить других людей, он был готов даже пожертвовать собой, не борясь. Но после встречи с юным наследником Найтреев, Элиотом, он изменяет своё мировоззрение, познав настоящую цену человеческой жизни и поняв, что активными действиями он сможет принести гораздо больше пользы, чем самопожертвованием. С 65 главы становится одержим Джеком, который начинает показывать ему свою истинную историю и события, впоследствии приведшие к Сабрийской трагедии.
В 70 главе раскрывается тот факт, что Оз является настоящим Кровавым Кроликом, вернее плюшевой игрушкой в виде чёрного кролика. Одну игрушку Лейси оставила себе, а копию подарила Ядру Бездны. После погружения Лейси в Бездну кролик временно уснул, но вскоре появилась Алиса и дала кролику имя — Оз. Получив имя и находясь в Бездне, кролик получил личность и стал Чёрным Кроликом. Во время Сабрийской трагедии являлся цепью Джека, а также невольно принял участие в Сабрийской трагедии, так как разрушал цепи, окутывающие мир, по приказам Джека (и просьбе Воли Бездны). В 74 главе вновь получил контроль над своим телом, но был ранен Гилбертом и пойман Баскервилями. В последующих главах выясняется, что, ещё не став цепью, он имел собственное «Я» и, будучи игрушкой, был привязан к Алисе. Как он и говорил: «Алиса была довольно тяжёлой, но я любил её улыбку». Также кролик понял, что дорожит Алисой больше, чем кем-нибудь ещё. Впоследствии выясняется, что его тело ему не принадлежит. Это тело Джека, время которого пошло вспять, после событий в Сабрие. Джек, ещё помня себя, встретился с Заем Безариусом и попросил поменять его ребёнка, который должен родиться мертвым, на Оза. Из-за этого Зай ненавидел Оза. Прототип - Белый Кролик.
Сэйю — Дзюнко Минагава.

### Алиса
Алиса  (яп. アリス Арису)
- Возраст — неизвестен.

Алиса

- Внешность — фиалковые глаза и длинные тёмные волосы с двумя косичками по бокам.

Алиса молодая, дерзкая, но в то же время нежная девушка. В первый раз появляется, когда Оз слышит мелодию часов, которые находит на могиле. На самом деле она — одна из сильнейших цепей Бездны — Кровавый или Чёрный Кролик. Цель Алисы состоит в том, чтобы найти свои потерянные воспоминания. У неё огромный аппетит, и она очень любит мясо. Она импульсивна, говорит, не думая о последствиях. Несмотря на это, она может быть мягкой, особенно, если речь идёт об Озе. Алиса ненавидит, когда Оз оставляет её одну. Также из воспоминаний Джека Безалия оказалось, что Алиса (Кровавый Чёрный Кролик) — родная сестра Воли Бездны. Когда Оз увидел видение, сокрытое в часах, там была комната Белой Алисы (Воли Бездны), а сама Белая Алиса была той, чьи воспоминания они искали. Кролик же утверждала, что «наша первая встреча была у Часов Спокойствия, когда на тебя напали Баскервилли». Вскоре выясняется, что Алиса раньше была человеком и умерла во время Сабрийской Трагедии. Будучи человеком, являлась племянницей Глена Баскервиля (Освальда). Также она и Белая Алиса — результат эксперимента Леви Баскервиля.
Как оказалось, сто лет назад Алиса дорожила Озом и считала, что этот чёрный плюшевый кролик — её друг. С тех пор её личность очень сильно изменилась. В день Сабрийской трагедии она нарядилась в платье Белой Алисы и встретила Джека. Тот считал, что перед ним Белая Алиса, и просил её выпустить свою силу, чтобы разрушить оковы или усилить Оза, чтобы он смог уничтожить цепи. Но Алиса выдала себя и сказала Джеку, что Оз плачет. Джек сказал, что ему всё равно, и вынудил Алису принять крайние меры. Она сама и убила себя, чтобы не дать Воле Бездны поменяться с нею. Когда Оз отрёкся от неё, она попала в Бездну, где встретилась с Белой Алисой, своей сестрой, и та вернула Алисе её воспоминания. Алиса забрала себе остатки сил Оза и приобрела его способности для того, чтобы разбить память Воли Бездны, но встретила сопротивление Ядра Бездны, в результате чего потеряла память, вспомнив лишь имя «Алиса» и ложную информацию о том, что является Кровавым Кроликом. Прототип - Алиса.
Сэйю — Аяко Кавасуми.

### Гилберт Найтрей
Гилберт Найтрей (яп. ギルバート ナイトレイ Гируба:то Найторэй)

Гилберт

- Возраст — 24 года (+ ещё 100 лет, пропущенных в Бездне).

Юноша с крепким накаченным торсом. У Гилберта слегка бледная кожа, тонкие, правильные черты лица, янтарные глаза, чёрные волосы. Стройного телосложения, слегка согбен в плечах. Такой внешностью он зачастую притягивает дамские взгляды, из-за чего постоянно стесняется, так как женщины его не интересуют, о чём говорилось в новелле. Носит белую блузку, застёгнутую сбоку, белые перчатки с золотистым узором, выглаженные брюки и чёрный плащ с белыми вставками, который никогда не застёгивает. Гилберт довольно хладнокровен, немного груб, в экстренных ситуациях способен мыслить хладнокровно, но при всём при этом он стеснителен.
Лучший друг и верный слуга Оза. Для него Оз — самый ценный человек, и он готов пожертвовать всем ради него. Будучи ребёнком, был найден у входа в дом семьи Безариус 15 лет назад раненым (В 65 главе выясняется, что рану ему нанёс Джек) и был подобран Оскаром, дядей Оза. Гилберт принимает решение всегда быть верным Озу, когда в детстве Оз его защитил от вазы-убийцы. Гилберт был приглашён Озом участвовать в церемонии совершеннолетия в качестве его друга. Во время церемонии он был под контролем цепи Баскервиллей и был вынужден атаковать Оза. Придя в сознание, Гилберту удаётся увидеть лицо под капюшоном одного из людей, и он бросается, чтобы защитить его.
Он принимает имя Ворон (яп. 鴉 Рэйбун?) (Ворон) и появляется как член Пандоры, который находит Оза после того, как он бежал из Бездны. Позже Оз раскрывает истинную сущность Ворона. Тогда псевдоним был забыт, и все стали называть его по имени. После церемонии 10 лет назад он был принят в семью Найтрей, которые ранее приняли его младшего брата Винсента. Он не помнил Винсента до того, как они встретились у Найтреев. Гил считает, что предал Оза, потому что Найтреи были главными подозреваемыми в убийстве матери Оза. В надежде, что он сумеет в конечном счёте спасти Оза из бездны, Гилберт упорно тренировался в стрельбе и даже убивал, чтобы приручить Чернокрылую Цепь семьи Найтрей — Ворона (отсюда прозвище Гила). Власть над Вороном позволяет Гилу контролировать Чёрного Кролика в Озе. Он очень бережно относится к шляпе, которую ему подарила Ада, а также ко всем остальным подаркам от других людей.
На самом деле ему более 100 лет и он служил Глену Баскервилю, о чём узнал после разоблачения Джека. Должен был стать главой Баскервилей после Глена, путём получения 5 цепей дома Баскервилей. Однако Винсент (обманутый Алисой и Мирандой Барма) вмешался в ритуал, открыв Врата Бездны и вызвав Трагедию Сабрие. Как результат первая цепь ритуала (Ворон) оказалась привязана к Гилберту, и только он мог заключить с ней контракт. После 65 главы вспомнил о своей жизни 100 лет назад. В 74 главе пытался защитить Оза от Баскервиллей, но выстрелил по приказу Глена (Освальда) Баскервиля, вселившегося в Лео. В 77 главе приказывает Ворону уничтожить его левую руку, тем самым разрывая свой контракт с Вороном, и больше не поддается воле Глена Баскервиля. Сразу после этого заключает с Вороном новый контракт, уже по методу Баскервилей, а не Пандоры. Ждал возвращения Оза и Алисы из Бездны 100 лет. Прототип - Грифон.
Сэйю — Адзума Сакамото (в юности) и Ториуми Косукэ (взрослый).

### Винсент Найтрей
Винсент Найтрей (яп. ヴィンセント ナイトレイ Винсэнто Найторэй)

Винсент

- Возраст — 23 года (+ 100 лет в Бездне).

Винсент — младший брат Гилберта. Семья Безариус нашла Гилберта, а семья Найтрей, подобно этому, приняла Винсента. Его левый глаз золотой, как у Гилберта, а правый глаз — кроваво-красный, волосы длинные и золотого цвета. Внешне Винсент всегда спокоен, его часто видят улыбающимся. Однако у него есть тёмная, изменчивая сторона. Винсент жил сто лет назад, во время так называемой Сабрийской Трагедии.
Более поздние главы манги показали часть его жизни 100 лет назад. Из-за суеверия, гласящего, что красные глаза приносят несчастья, Гилберт и Винсент жили на улице, и люди нападали на них всякий раз, когда видели глаз Винсента. Это продолжалось, пока Джек Безариус не нашёл их и не принял к себе. Братья стали его слугами. Винсент любил Джека, который не обращал внимания на суеверия, связанные с «кровавыми» глазами. Джек даже специально стриг волосы Винсента, которые ранее использовались, чтобы скрыть его «кровавый» глаз, заявляя, что Джеку нравится его глаз. Винсент также называл его своим Господином, как и его брат. Также Джек пробовал свести этих двоих с Алисой, так как они были близки к ней по возрасту. Но Алиса высмеяла красный глаз Винсента, за это Гилберт потянул её за волосы. Этот инцидент заставил Винсента возненавидеть Алису и спровоцировал нездоровую привычку разрезать и потрошить кукол из-за расстройства и ненависти. Также Винсент вырезал глаза кота Алисы (позднее представленного как Чеширский кот). Когда от Алисы Винсент узнал о смерти Глена Баскервиля и о том, что тело его брата Гила будет следующим вместилищем для духа Глена, его посетила таинственная леди (позже стало известно, что это Миранда Барма), которая рассказала ему, как предотвратить ритуал путём открытия портала в Бездну. В результате, хотя Винсент преуспел в том, что спас Гила, он стал причиной Сабрийской Трагедии, подтверждая старую легенду. В настоящее время служит Лео Баскервилю, желая исчезнуть из жизни Гилберта с помощью силы Бездны.
Цепь Винсента — Соня. Побочный эффект его Цепи — постоянная сонливость. Также нелегально заключил контракт с цепью Деймос, которая оказалась первым и основным Охотником за головами (вторая цепь-охотник — Шалтай-Болтай). Цепь Охотник за головами не кто иной, как Миранда Барма. Она попала раненая в Бездну и стала цепью. Прототип - Соня.
Сэйю — Дзюн Фукуяма (взрослый) и Фуюка Оура (в юности).

### Зарксис Брейк
Зарксис Брейк (яп. ザークシーズ ブレイク Дза:куси:дзу Бурэйку)

Зарксис

- Возраст — 24 года (+ 115 лет в Бездне).

Впервые появляется в аниме как слуга дома Рейнсвортов, приехавший со своей госпожой Шерон на церемонию совершеннолетия Оза. После возвращения Оза из Бездны представляется как слуга Рейнсвортов и участник организации Пандора. Предлагает Озу и Алисе работать на него, за что обещает скрывать их от Пандоры. У него красные глаза. Левый отсутствует, а пустая глазница закрыта чёлкой. У Зарксиса белые волосы.
До того, как попал в семью Рейнсвортов, Брейк был слугой богатой дворянской семьи. Его настоящее имя — Кевин Регнард. Кевин не смог защитить семью СенКлер (Син-Клер), которой служил, так как был в отъезде с младшей дочерью семьи. Его хозяева и все дорогие ему люди были убиты, осталась в живых лишь маленькая девочка, ездившая с ним. Кевин не мог себе этого простить. Когда к нему явился Белый Рыцарь Альбус, цепь из Бездны, и предложил заключить незаконный контракт, чтобы изменить прошлое, он согласился. Чтобы прокормить свою цепь, Кевин убил 116 человек. Попав в Бездну, встретился с Волей Бездны, которая вырвала его левый глаз (позже мы видим его у Чеширского Кота). Заключил с ней договор, по которому она переписывала его прошлое и возвращала к жизни его хозяев, а он должен был прекратить её существование как Воли Бездны и спасти Алису. Вернувшись из Бездны, он обнаружил, что прошло 30 лет, и хотя его хозяева не умерли так, как раньше, их всё равно убили спустя 4 года после предотвращённой им резни. На этот раз погибла даже маленькая дочь хозяина, которая, при старом раскладе событий, должна была остаться жива. Узнав это, Кевин замыкается в себе. Вскоре он просит Шелли Рейнсворт (мать Шерон) дать ему смысл жить дальше — узнать то, что на самом деле произошло во время Сабрийской трагедии. Заодно вступает на службу дому Рейнсворт.
Заключает уже законный контракт с цепью — Безумным Шляпником, однако оставшаяся на его груди печать дает о себе знать и сокращает его жизнь. С каждым новым вызовом Шляпника телу наносятся сильные повреждения. Сам говорит о том, что жить ему осталось меньше года. Также у Брейка стремительно падает зрение. Впоследствии он слепнет окончательно. Носит с собой шпагу, которая скрыта в трости. Часто ест сладкое и постоянно имеет при себе немыслимое количество конфет. Имеет привычку ставить какие-либо предметы себе на голову, будь то тарелки, чайник или подсвечник. Зарксис владеет чревовещанием: на его левом плече почти всегда сидит длинноволосая кукла Эмили, за которую он и говорит. Повсюду ходит со своей госпожой Шерон Рейнсворт, защищает её. Сама девушка в детстве называла его «Заркс-нии» — в переводе братик Зарксис. Лиам говорил, что Шерон относилась к нему, как к старшему брату.
Часто дурачится и достаёт других: постоянно шутит над Алисой, чем каждый раз доводит её до бешенства, издевается над Гилом, профессионально выставляя его идиотом перед всеми, доводит и членов Пандоры, за что они на него жалуются, даже его близкий друг Лиам (Рейм) и Шерон порой попадают под удар. Искренне желает вправить мозги Винсенту Найтрею и не особо жалует герцога Барму. Он всегда всё старается сделать в одиночку. Оз присоединяется к нему после возвращения из Бездны. Известно, что именно Брейк подкинул Гилу идею начать курить. Гилберт же в отместку учился стрелять, представляя перед собой его лицо, чем, по его собственному мнению, улучшил результаты попаданий.
Прекрасный фехтовальщик и сильный контрактор. Сила его цепи, Безумного Шляпника — отрицать и уничтожать всё, связанное с Бездной, из-за чего его боялся Чеширский кот и Баскервили. Прототип - Безумный шляпник.
Сэйю — Акира Исида.

### Шерон Рейнсворт
Шерон Рейнсворт (シャロン＝レインズワース: Сярон Рэйндзува: су)
- Возраст — 23 года .

Член Пандоры, принадлежит к одному из четырёх герцогских домов. Шерон — дочь Шелли Рейнсворт и внучка Шерил Рейнсворт. Шерон всегда спокойная, вежливая, женственная. Она всегда ведёт себя как настоящая аристократка. Ещё она очень любит читать дамские романы. У Шерон прекрасные отношения с бабушкой, и она очень привязана к Брейку, к которому относится как к старшему брату, а к Алисе как к младшей сестре. Так как Шерон заключила контракт с Эквейсом, она перестала расти. В качестве оружия Шерон часто использует свой веер (харисэн). У неё порой проявляются королевские амбиции. Она часто позволяет своей цепи прятаться в тени Брейка. Когда Гил, Алиса, Оз и Зарксис были в мире Чешира была похищена Эхо и отравлена Винсентом. После похода к человеку, охраняющему 2-й камень души, где нельзя было использовать никакую цепь, кроме Чёрного Кролика, поняла, что не может ничего сделать без своей цепи. После этого Шерон решила стать сильнее. Прототип - Гусеница.
Сэйю — Кана Ханадзава

### Шелли Рейнсворт
Шелли Рейнсворт (яп.シェリー • レインズワース Сэри: Рэйндзува: су)
Дочь Шерил Рейнсворт и мать Шерон. Именно Шелли своей добротой смогла растопить сердце Брейка и тот снова научился улыбаться. Брейк очень уважает Шелли и старается защитить её дочь. У Шелли такая же прическа и волосы, как у Шерон. В детстве Шелли тяжело болела. Впервые её лицо показано на 4 странице 86 главы манги в воспоминаниях Брейка, но на тот момент она уже давно мертва, о чём позже сказала Шерил.

### Шерил Рейнсворт
Шерил Рейнсворт (シェリル • レインズワース)
Глава дома Рейнсворт, считается сильнейшей в Пандоре. Шерил — мать Шелли и бабушка Шерон. Шерил — пожилая женщина в инвалидной коляске, она дружит с Руфусом Бармой, который влюблен в неё. Как оружие Шерил использует свой веер, которым нередко бьет герцога Барму за то, что тот создает её иллюзии. Цепь Шерил — Сова. По словам автора, Шерил является сильнейшим контрактором Пандоры.
Джек Безариус (яп.ジャック＝ベザリウス, Дзякку Бэдзариусу)
- Возраст — 25 лет.

Герой столетней давности и тот, кто победил Глена Баскервиля. Джек похож на взрослого Оза, только с длинными волосами, заплетёнными в косу. Оз и Гилберт первые встретились с ним, когда они попали в измерения Чеширского кота. Может владеть телом Оза и говорить через него. При управлением телом Оза Джек также имеет полный контроль над Силой Чёрного Кролика.
Джек был третьим сыном Виконта Безалия. Он жил на улице, где его и нашла Лейси. Лейси сумела расшевелить Джека и он заинтересовался ею. Перед тем, как уйти с Баскервиллями, Лейси оставила Джеку свою серёжку. Она сказала, что теперь его очередь найти её, и посоветовала запомнить ему имя Баскервилль. Поиски Лейси стали его главной целью.
Джек был мастером музыкальных шкатулок. Он сделал карманные часы, а Глен написал мелодию для этих часов, под названием «Лейси». Прототип - Червонный Валет.
Сэйю — Дайсукэ Оно

### Лейси Баскервиль
Лейси Баскервилль (яп.-レイシー: Рейси: Басукавиру)
- Возраст — 25 лет на момент смерти.

Мать Алисы и Воли Бездны, младшая сестра Освальда Баскервиля, возлюбленная Джека, сброшенная в Бездну. У неё длинные черные волосы и красные глаза. Лейси — независимая, свободолюбивая и дерзкая. В юности нашла бездомного Джека и помогла ему выжить. Спасая Джека от врагов, убила их своей цепью и раскрыла свою принадлежность к Баскервилям. Перед расставанием подарила Джеку серьгу и попросила найти её. Через восемь лет Джек, влюбленный в Лейси и живущий, чтобы найти её, встретил её в поместье Баскервиллей. Из-за красных глаз была приговорена к сбросу в Бездну, так как красноглазые дети имеют связь с ядром Бездны и угрожают стабильности мира. Её должен сбросить в бездну её брат, после того как заключит контракт с последней чернокрылой цепью — Бармаглотом и примет имя Глена. Перед падением Лейси приняла участие в эксперименте Леви, забеременев. В Бездне была развоплощена, но её детей спасла Бездна. Именно она подарила игрушки-чёрные кролики своим Алисам, прежде чем её полностью растворила бездна. Вернуть Лейси — цель всей жизни Джека. Как и все «дети несчастий», Лейси могла спускаться в Бездну и даже общалась с её ядром, признавая, что у него есть личность (воля). Лейси боялась одиночества и надеялась, что её ребёнок не будет одинок. В разговоре с Освальдом незадолго перед церемонией Лейси просила брата не винить себя в том, что она родилась с «глазами несчастья». Лейси любила мир, в котором жила, и смогла оценить его «красоту». Прототип - Червонная Королева.

### Воля Бездны
Воля Бездны (яп.アビスの意志 Абису но Иси)
- Возраст — неизвестен.

Дочь Лейси и Леви, сестра-близнец Алисы. Её имя — Алиса, так же, как и у сестры. У Воли Бездны белоснежные волосы и фиалковые глаза. Воля Бездны, так же, как и её сестра, была рождена в Бездне и Ядро Бездны, обладающее собственным разумом, выбрало её своим сосудом. Воля Бездны обладает абсолютной властью над Бездной и может создавать и уничтожать цепи, может сделать человека цепью, дать волю бездушным вещам, изменять поток времени. Так как она не может выбраться из Бездны, чтобы увидеть мир, она менялась душой со своей сестрой. Воля Бездны всегда была одинока, несмотря на то, что была окружена игрушками. Она любит Джека, но ненавидит Глена. Она ненавидела Винсента за то, что он выколол глаза Чеширу и убил его. Алиса была очень привязана к своему коту Чеширу, которого потом сделала цепью. Поэтому она пригласила Кевина Регнарда в свою комнату, чтобы забрать его глаза и отдать их Чеширу, считая красный цвет подходящим. Она уничтожила его цепь — Альбуса — за то, что он помешал ей говорить с Кевином. Изменив его прошлое, она попросила Кевина уничтожить её и спасти Алису. На самом деле любит свою сестру и страшно раскаивалась за своё поведение, приведшее Темную Алису к смерти. Белая Алиса признала, что, находясь вблизи от Джека, она теряет голову и готова пойти на все ради него. Все воспоминания, найденные Озом и Алисой и уничтоженные Винсентом, принадлежат ей. Прототип - Червонная Королева/Белая Королева.

### Глен Баскервилль
Глен Баскервилль (яп.グレン＝バスカヴィル, Гурэн Басукавиру).
- Глава семьи Баскервилль. Ему принадлежат пять чернокрылых цепей — Ворон, Сова, Додо, Грифон и Бармаглот. Глен Баскервилль — «бессмертный дух», который меняет сосуды своей души. Каждое новое воплощение Глена наследует его цепи и души своих предшественников. Глен, как и все Баскервилли, искажает жизни людей, с которыми находится, принося несчастья. И его искажение самое сильное. Часто рядом с человеком, который в будущем станет Гленом, живёт «ребенок несчастий» — его родственник, часто младший брат или сестра. «Дети несчастья» должны быть низвергнуты в Бездну Гленом. Когда душа Глена переходит к его преемнику, тело предыдущего Глена превращается в цепь (так как оно переполнено силами Бездны). В разное время имя Глен носили — Леви (Реви) Баскервилль, Освальд Баскервилль и Лео Баскервилль (который унаследовал душу Глена). Прототип - Бармаглот.

### Леви (Реви́) Баскервилль
Леви Баскервилль
- Возраст — 29 лет (на момент становления Гленом).

Глава дома Баскервилль, предшественник Освальда, отец Алисы и Воли Бездны. В специальном выпуске отмечается, что он хорошо стреляет из лука. Леви Баскервилль воспитывал Освальда и Лейси и, будучи Гленом, имел знания об устройстве мира и Бездны. Ему было интересно, что станет с ядром Бездны, если дать ему тело. С целью выяснить это — Леви уговорил Лейси пойти на эксперимент и сделал так, чтобы она попала в Бездну беременной. Вследствие его эксперимента ядро получило свой сосуд — Волю Бездны, но бездна уже прекратила быть прекрасным золотым миром. В последние годы жизни тело Леви разрушалось, превращаясь в цепь, и впоследствии стало Шалтаем-Болтаем. Прототип - Шалтай-Болтай.

### Освальд Баскервилль
Освальд Баскервилль
- Возраст — 27 лет.

Старший брат Лейси, друг Джека Безариуса, дядя Алисы и Воли Бездны. Освальд был слугой Глена (Леви) Баскервиля до того, как сам стал главой семьи. Именно Освальд написал мелодию «Лейси», к которой его сестра придумала слова, а Джек — название. Став Гленом, Освальд с помощью Бармаглота отправил Лейси (ребёнка несчастий) в Бездну. Он так и не простил себе этого и из чувства долга заботился об Алисе, что не помешало ему привязаться к девочке, так же, как Алисе к нему. Именно в честь Освальда Алиса дала имя Озу. Он великолепно владеет мечом. Погиб во время Сабрийской трагедии, успев предотвратить падение мира в Бездну. Душа Освальда так же, как и его предшественников, перешла к Лео. Прототип - Бармаглот.

### Лео Баскервилль
Лео Баскервилль
- Возраст — 16 лет.

Единственный друг и слуга Элиота Найтрея, позже возглавил дом Баскервиль. Как и все Баскервилли, Лео видит золотой свет Бездны, и его очень трудно убить. Так как он унаследовал души предыдущих воплощений Глена, он слышит их голоса, хотя и отрицал их до поры до времени. Лео очень вспыльчивый, хотя это не так заметно, когда он с Элиотом, и, несмотря на довольно мягкий характер, он может быть жестоким. Отец Лео погиб, а мать убили, когда ему было двенадцать лет. Потом он попал в приют, находившийся в Сабрие. Там Лео познакомился с Элиотом и позже стал его слугой и близким другом, хотя они не сразу нашли общий язык. Прототип - Бармаглот.
Сэйю — Акэно Ватанабэ

### Шарлотта Баскервилль
Шарлотта «Лотти» Баскервилль 
- Возраст — 22 года.

У Лотти есть цепь — Леон.
Шарлотта была влюблена в Глена Баскервилля (Освальда) и верно служила ему. Она стала членом дома Баскервилль при Освальде. Первый, кто стал называть Лотти её сокращенным именем, — Джек. Во время падения "Пандоры" именно она заставила сдружиться Баскервилей и членов "Пандоры". Прототип - Фламинго.

### Оскар Безариус
Оскар Безариус (オスカー＝ベザリウス: Осука: Бэдзариусу)
- Возраст — 45 лет.

Младший брат Зая Безариуса. На данный момент Оскар уже не является главой своего дома, так как был убит. Он относится к Аде, Озу и Гилберту как к своим собственным детям. Женщины всё ещё замечают его, что ему вполне нравится. Оскар был женат, но его жена умерла.

### Ада Безариус
Ада Безариус
- Возраст — 18 лет.

Дочь Зая Безариуса. Ада учится в престижной академии Латвидж, где проходят обучение дети дворян с 13 до 18 лет. Из академии она пишет письма Оскару, в которых делится с ним новостями.
Когда её брата, Оза Безариуса, поглотила бездна, она решила сама спасти брата. Ада читала книги, в которых могло быть что-либо о бездне, однако ей ничего не удалось найти. Так Ада, сама того не заметив, увлеклась оккультизмом, магией, гаданием и пытками — все эти вещи находятся в поместье, доставшемся ей от дяди. Ада очень внимательна с Винсентом, хотя и смущается в его обществе. Сначала Винсент просто использовал Аду, чтобы подобраться к Оскару и узнать, где ключи от врат, но постепенно он привязывается к девушке. Прототип - Герцогиня.
Сэйю — Каори Фукухара

### Зай Безариус
Зай Безариус (ザイ＝ベザリウス: Зай Бэдзариусу) — Отец Оза и Ады, брат Оскара Безалия. Зай — союзник Баскервиллей, и именно он низверг Оза в Бездну на церемонии совершеннолетия. Зай — контрактор Грифона, чернокрылой цепи Глена. Лицо Зая не показано в аниме, а в манге лицо было показано лишь единожды, видно, что у него на лице шрам, а волосы золотые, как и у всех Безариусов. Своего сына он «ласково» называет «мразь», «оно» или «это». Он забрал своего новорожденного сына у матери якобы самолично крестить, но вместо этого подменил мёртвого сына на тело Джека, который к тому времени вновь стал младенцем и окончательно потерял связь со своей душой. На самом деле в теле Джека теперь Оз — Кровавый Кролик.

### Рейчел Сесил
Рейчел Сесил (レイチェル＝セシル: Рэйтэру Сэсиру) — жена Зая Безалия, мать Оза и Ады. В манге лишь упоминается и предполагается, что в её смерти виноваты Найтреи. Однако, по словам Оскара, она умерла в результате несчастного случая, попав под несущийся экипаж вскоре после рождения Ады.

### Цвай и Эхо
Цвай и Эхо (яп.エコー)
Эхо — это вторая личность Цвай (Шум), одной из Баскервиллей, они порой «меняются местами», и, помимо характера и поведения, отличаются одеждой, манерой боя, выражением лица, прической и отношением к Винсенту. 
У Цвай есть цепь — Долдэм, способность которой при помощи нитей, опутывающих тело жертвы, подчинять её разум, Эхо же не управляет цепью, но владеет навыками рукопашного боя. Прячет в длинных широких рукавах своих голубых одежд два коротких широких клинка, которые использует в бою. Прототипы - Хранители врат.

### Миранда Барма
Миранда Барма — Младшая сестра Артура Бармы, которая помогала Джеку осуществить его план. Она была влюблена в Освальда и хотела заполучить его голову любой ценой. Впоследствии была им же и ранена, в результате чего стала цепью.
Руфус Барма (ルーファス バルマ)
- Возраст — 67 лет.

Глава герцогского дома Барма и организации «Пандора». Руфус — иностранный дворянин, родом из одной страны с Исла Юрой. С юношества герцог был близок с Шерил Рейнсворт.
Герцог Барма — самый старый из представителей четырёх герцогских домов. Ему 67 лет, но из-за сбоя в заключении контракта перестал стареть. На собраниях Пандоры всегда притворяется слугой Шерил, вместо себя выставляя цепь, поэтому мало кто знает его настоящий внешний облик. Легальный контрактор, его цепь — Додо (Дронт), с помощью которой можно создавать иллюзии. Прототип - Додо.
Сэйю — Юя Утида

### Элиот Найтрей
Элиот Найтрей (エリオット ナイトレイ)
- Возраст — 16 лет.

Младший брат Гилберта и Винсента, сын герцога Бернарда Найтрея. Его самый близкий друг — его слуга Лео. Элиот учится в Академии Латвидж. На самом деле — нелегальный контрактор Шалтая-Болтая, даже не подозревающий об этом. После множества убийств, совершенных Шалтаем, Элиот отрекается от своей цепи и умирает в 59 главе. Прототип - Шалтай-Болтай.
Сэйю — Хирофуми Нодзима

### Рейм (Лиам) Лунетт
- Возраст — 26 лет.

Второй сын в семействе графа Лунетта. Состоит в организации Пандора. С детства служит герцогу Барма. В возрасте одиннадцати лет получил приказ от Руфуса Бармы передать письма Шерил Рейнсворт с условием не возвращаться без ответных писем. Ожидая ответа, 2 года Лиам прожил в доме Рейнсвортов. Цепью Лиама является Мартовский заяц, способность которого — фальшивая смерть хозяина. Влюблен в Шерон Рейнсворт. Прототип - Мартовский заяц.

### Фанг и Даг Баскервилль
Члены дома Баскервиль. В хороших отношениях с Лотти и Лили. У Фанга татуировка на лице, что и у Лили. Всегда вежлив и учтив, рационально обдумывает каждую ситуацию. Даг застенчивый и молчаливый. Напали на Оза и отправил его в Бездну. Прототипы - Траляля и Труляля.

### Лили Баскервилль
Последняя из Баскервилей на данный момент, выбравшаяся из Бездны. Выглядит и ведёт себя как ребёнок. Возраст — неизвестен. Родилась в поселении Эбош, в бедной семье. Хорошо ладит с Лотти, Фангом и Дагом. Прототип - Брандашмыг.

## Аниме-сериал
| Список серий | Список серий                                                        | Список серий        |
| № серии      | Название серии                                                      | Трансляция в Японии |
| ------------ | ------------------------------------------------------------------- | ------------------- |
| 1            | Innocent Calm «Цуминаки хэйон» (罪なき平穏)                         | 2 апреля, 2009      |
| 2            | Tempest of Conviction «Дандзай но араси» (断罪の嵐)                 | 9 апреля, 2009      |
| 3            | Prisoner & Alichino «Майго то Куро Усаги» (迷い子と黒うさぎ)        | 16 апреля, 2009     |
| 4            | Rendezvous «Асахикагэ но басё» (朝日影の場所)                       | 23 апреля, 2009     |
| 5            | Clockwise Doom. «Токэймавари но акуму» (時計回りの悪夢)             | 30 апреля, 2009     |
| 6            | Where am I? «Куитигатта гэндзайти» (食い違った現在地)               | 7 мая, 2009         |
| 7            | Whisperer «Синъэн кара но ёбигоэ» (深淵からの呼び声)                | 14 мая, 2009        |
| 8            | Question «Индзя но тооикакэ» (隠者の問い掛け)                       | 21 мая, 2009        |
| 9            | Malediction «Норой но котоба» (呪いの言葉)                          | 28 мая, 2009        |
| 10           | Grim «Касанару кагэ» (重なる影)                                     | 4 июня, 2009        |
| 11           | A Lost Raven «Отосарэта карасу» (堕とされた鴉)                      | 11 июня, 2009       |
| 12           | Welcome to Labyrinth «Кагами но куни» (鏡の国)                      | 18 июня, 2009       |
| 13           | Keeper of the Secret «Юганда киоку но дзю:нин» (歪んだ記憶の住人)   | 25 июня, 2009       |
| 14           | Hollow Eye Socket «Акаки сэкиган но акума» (紅き隻眼の悪魔)         | 2 июля, 2009        |
| 15           | Who Killed Poor Alice? «Та га тамэ но котоба» (誰がための言葉)      | 9 июля, 2009        |
| 16           | His Name is... «Эйю: то сё:нэн» (英雄と少年)                        | 16 июля, 2009       |
| 17           | Hello My Sister! «Кайкю: но сэнрицу» (懐旧の旋律)                   | 23 июля, 2009       |
| 18           | Eliot & Leo «То ару дзю:ся но си ни цуйтэ» (とある従者の死について) | 30 июля, 2009       |
| 19           | The Pool of Tears «Намида но икэ» (涙の池)                          | 6 августа, 2009     |
| 20           | Modulation «Уцуриюку ото» (うつりゆく音)                            | 13 августа, 2009    |
| 21           | Snow White Chaos «Дзюмпаку но Куро» (純白のくろ)                    | 27 августа, 2009    |
| 22           | Countervalue of Loss «Сицуй но тайка» (失意の対価)                  | 3 сентября, 2009    |
| 23           | A Warp in the World «Кисиму сэкай» (軋む世界)                       | 10 сентября, 2009   |
| 24           | Kyrie «Аварэми но санка» (憐れみの讃歌)                             | 17 сентября, 2009   |
| 25           | Beyond the Winding Road «Хитэй но каната э» (否定の彼方へ)          | 24 сентября, 2009   |

DVD-спэшлы
1. Bumbling Detective Break!!! (3 мин, 24.07.2009)
2. Sharon’s Romance Lesson (3 мин, 25.08.2009)
3. Doki Doki Pandora Gakuen (3 мин, 25.09.2009)
4. Alice and Echo’s First Errand (3 мин.)
5. Doki Doki Pandora Gakuen It’s Summer! (3 мин.)
6. The Ten Years of The Hatmaker and Gilbert-kun (3 мин.)
7. A Tale of The Saint Knight (3 мин.)
8. Reminiscences of Reim (3 мин.)
9. Chains' Tea Party (3 мин.)

## Музыка
Открывающая тема
- «Parallel Hearts»: серии 1—25

Исполняет FictionJunction
Закрывающие темы
- «Maze»: серии 1—13

Исполняет Savage Genius
- «Watashi wo Mitsukete»: серии 14—25

Исполняет Savage Genius